# Bermún
Bermún (llamada oficialmente Santa María de Bermún) es una parroquia y una aldea española del municipio de Chantada, en la provincia de Lugo, Galicia.

## Organización territorial
La parroquia está formada por siete entidades de población, constando seis de ellas  en el nomenclátor del Instituto Nacional de Estadística español:

### Entidades de población
Entidades de población que forman parte de la parroquia:
- Agra
- Bermún*
- Bermún de Abaixo
- Bermún de Arriba
- Piñeiro
- Randolfe
- Usuriz

### Despoblado
Despoblado que forma parte de la parroquia:
- A Trapela

## Demografía

### Parroquia
| Gráfica de evolución demográfica de Bermún (parroquia) entre 2000 y 2019 |
|                                                                          |
| Datos según el nomenclátor publicado por el INE.                         |

### Aldea
| Gráfica de evolución demográfica de Bermún (aldea) entre 2000 y 2019 |
|                                                                      |
| Datos según el nomenclátor publicado por el INE.                     |